# Thiomonas intermedia
Thiomonas intermedia es una bacteria gramnegativa del género Thiomonas. Fue descrita en el año 1997, es la especie tipo. Su etimología hace referencia a intermedia. El primer aislado fue en 1963, y se describió como Thiobacillus intermedius. Es aerobia y móvil por flagelo polar. Tiene un tamaño de 0,5 μm de ancho por 1-2 μm de largo. Forma colonias amarillentas y pequeñas. Se ha aislado de lodos. 